# Eumaeus splendidissima
Eumaeus splendidissima är en fjärilsart som beskrevs av Felix Bryk 1953. Eumaeus splendidissima ingår i släktet Eumaeus och familjen juvelvingar. Inga underarter finns listade i Catalogue of Life.